# Marshal Yanda
Marshal John Yanda (* 15. September 1984 in Cedar Rapids, Iowa) ist ein ehemaliger US-amerikanischer American-Football-Spieler. Er spielte von 2007 bis 2019 bei den Baltimore Ravens in der National Football League (NFL) auf den Positionen des Offensive Guards und des Offensive Tackles. Yanda gewann mit den Ravens den Super Bowl XLVII und wurde achtmal in den Pro Bowl gewählt.

## Karriere

### College
Als Student spielte Yanda zunächst für das North Iowa Area Community College, später dann für die wesentlich renommiertere University of Iowa in der Big Ten Conference College Football.

### NFL
Beim NFL Draft 2007 wurde er in der 3. Runde als insgesamt 86. Spieler von den Baltimore Ravens ausgewählt. Bereits in seiner Rookie-Saison trat er für sein Team auf unterschiedlichen Positionen in der Offensive Line in allen 16 Spielen an, 12-mal als Starter. 2011 unterschrieb er einen Fünfjahresvertrag über 32 Millionen US-Dollar. 2012 gewann er mit den Ravens den Super Bowl XLVII. Seit 2011 wurde er jedes Jahr in den Pro Bowl berufen. Am 16. Oktober 2015 unterschrieb Yanda einen neuen Vierjahresvertrag über 32 Millionen Dollar.
2017 war die Spielzeit für Yanda mit einem gebrochenen Knöchel nach zwei Partien bereits wieder zu Ende.
Nach der Saison 2019 beendete Yanda seine Karriere.